# Краснознаменск (Калининградская область)
Краснозна́менск (до 1938 — Лазденен, нем. Lasdehnen; до 1946 — Хазельберг, нем. Haselberg) — город в Калининградской области России, административный центр Краснознаменского района (муниципального округа).

## География
Город расположен на реке Шешупе (приток Немана), на северо-востоке Калининградской области, в 164 км от Калининграда. В 20 км от города в посёлке Пограничный находится пропускной пункт в Литву.

## История
Впервые упоминается в 1576 году — как селение Лаздинай. В 1734 году переименован в Лазденен (немецкое название от балтийской основы lazd «орешник»). Относился к исторической области Надровия.
При Гитлере был переименован в Хазельберг в рамках кампании по ликвидации в Третьем Рейхе топонимики древнепрусского («литовского») происхождения. В составе Германии (Восточная Пруссия) до 1945 года.
18 января 1945 года город был взят войсками 3-го Белорусского фронта в ходе Инстербургско-Кёнигсбергской операции. С 1945 года в составе СССР (РСФСР).
В сентябре 1946 года переименован в Краснознаменск. При подготовке указа Президиума Верховного Совета РСФСР от 7 сентября 1946 года о присвоении новых названий райцентрам Калининградской области, советские власти рассматривали для города название Шешупинск (по географическому принципу — в честь реки Шешупы), однако в итоге выбрали название Краснознаменск.
С 2006 до 2015 год город был центром упразднённого Краснознаменского городского поселения в составе бывшего муниципального района.

## Население
| 1816  | 1861  | 1885  | 1912  | 1933  | 1939  | 1959  | 1970  | 1979  | 1989  |
| ----- | ----- | ----- | ----- | ----- | ----- | ----- | ----- | ----- | ----- |
| 813   | ↗978  | ↗1294 | ↗1578 | ↗2065 | ↗2070 | ↗2843 | ↗2911 | ↗3392 | ↗3894 |
| 1992  | 1996  | 1998  | 2000  | 2001  | 2002  | 2005  | 2006  | 2007  | 2008  |
| ↗3900 | ↗4000 | →4000 | →4000 | →4000 | ↘3751 | ↘3600 | ↘3500 | →3500 | ↘3400 |
| 2009  | 2010  | 2011  | 2012  | 2013  | 2014  | 2015  | 2016  | 2017  | 2018  |
| ↘3378 | ↗3522 | ↘3500 | ↘3494 | ↘3410 | ↘3362 | ↘3324 | ↘3282 | ↘3237 | ↘3188 |
| 2019  | 2020  | 2021  | 2023  |       |       |       |       |       |       |
| ↘3154 | ↘3088 | ↗3419 | ↘3374 |       |       |       |       |       |       |

На 1 января 2024 года по численности населения город находился на 1098-м месте из 1119 городов Российской Федерации.
Национальный состав
Согласно переписи населения 2010 года: русские — 87,4 %, литовцы — 2,8 %, украинцы — 2,5 %, белорусы — 2,5 %, цыгане — 1 %, армяне — 1 %, немцы — 0,9 %, татары — 0,6 %, поляки — 0,5 %, остальные — 0,8 %.
По итогам переписи населения 2020 года проживали следующие национальности (национальности менее 0,1 % и другое, см. в сноске к строке «Другие»):
| Национальность | Численность, чел. | Доля     |
| -------------- | ----------------- | -------- |
| Русские        | 3024              | 88,45 %  |
| Цыгане         | 60                | 1,75 %   |
| Литовцы        | 52                | 1,52 %   |
| Украинцы       | 30                | 0,88 %   |
| Белорусы       | 24                | 0,70 %   |
| Немцы          | 14                | 0,41 %   |
| Татары         | 13                | 0,38 %   |
| Азербайджанцы  | 13                | 0,38 %   |
| Армяне         | 10                | 0,29 %   |
| Поляки         | 5                 | 0,15 %   |
| Другие         | 174               | 5,09 %   |
| Итого          | 3419              | 100,00 % |

## Экономика
- Кирпичный завод «Пятый элемент»[29]
- МУАП «Краснознаменск-авто»

## Образование
В 1946 году была открыта школа № 1. Первоначально она называлась Краснознаменская семилетняя школа № 16 и располагалась в здании интерната. В 1957 году было построено главное здание школы. 06.02.2015 года состоялось открытие новой школы.

## Архитектура и достопримечательности
Город застроен преимущественно одно-двухэтажными немецкими домами. Современный жилой массив находится на высоком левом берегу. Промышленная зона располагается в южной части города.
- Кирха (XIX века)

В Краснознаменском районе находится 17 объектов, отнесённых к памятникам истории и культуры, 4 памятника археологии, 4 братских могилы воинов, павших в Великой Отечественной войне, мемориальный комплекс, посвящённый Ф. С. Антипенкову.

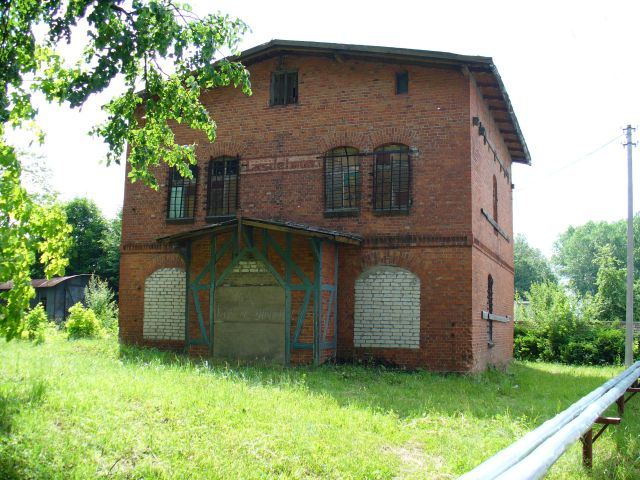
Бывший вокзал узкоколейной железной дороги
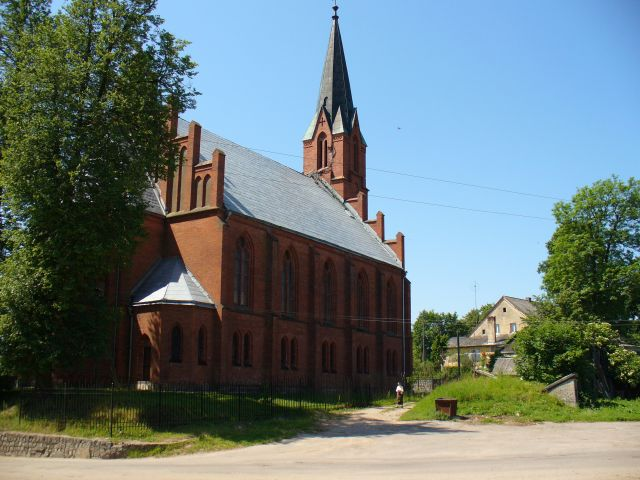
Кирха
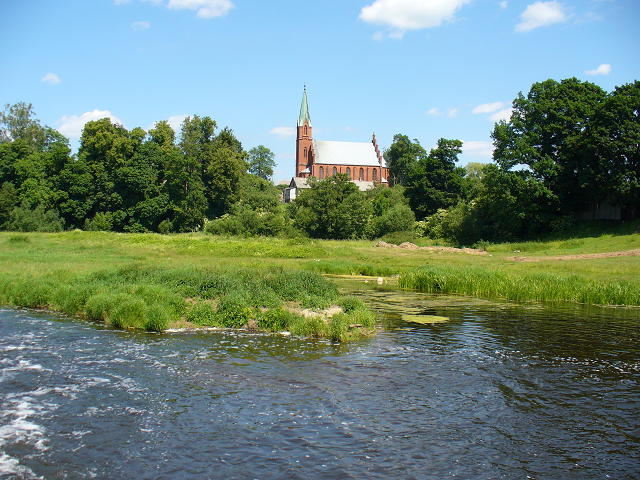
Церковь на Шешупе
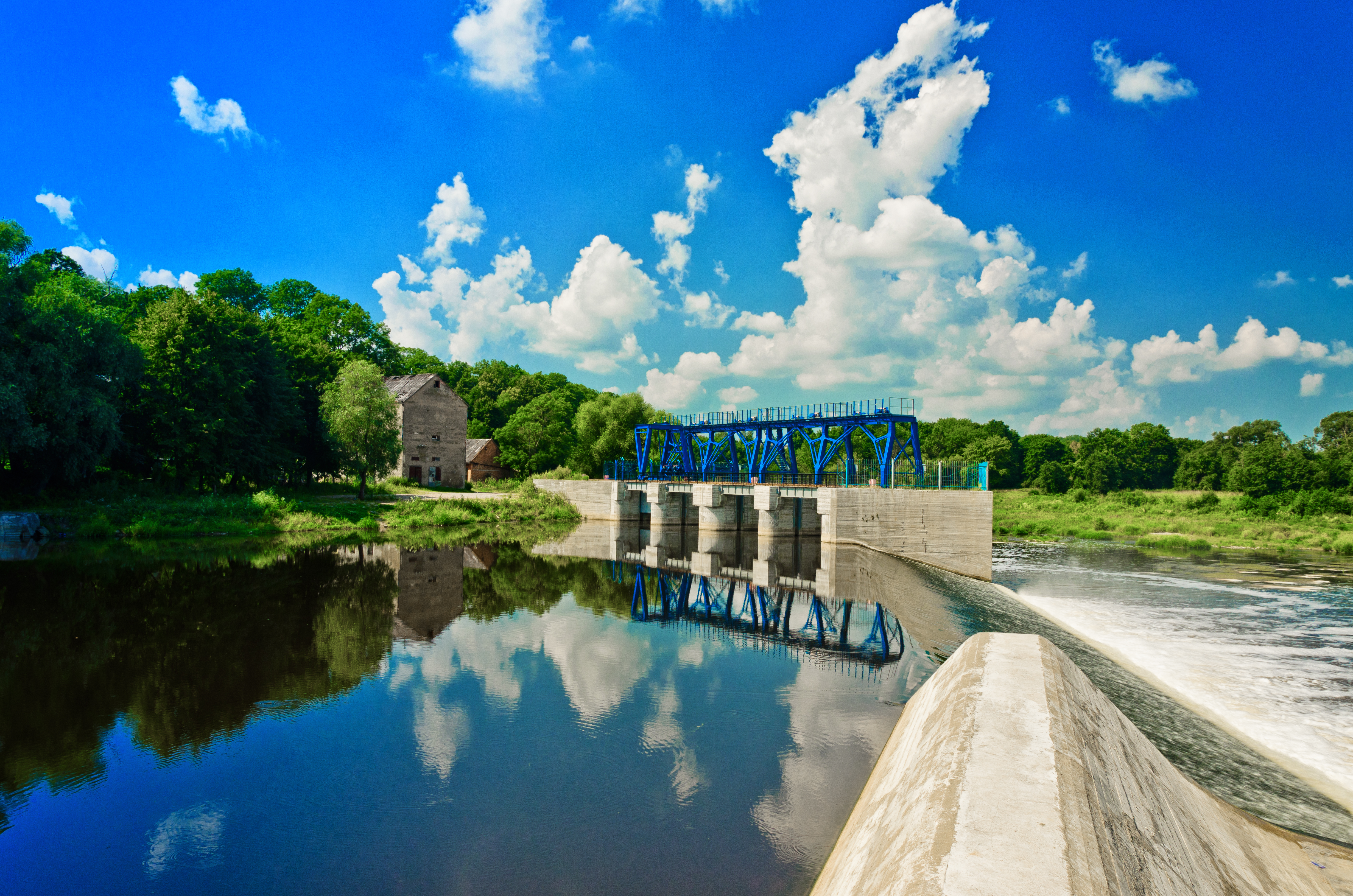
Реконструированная плотина

## Гостиницы
- «Вербена» Открыта в 2006 году по адресу: улица Октябрьская, д. 10. Имела 14 одно-двухместных номеров[31] Не работает. В июле 2024 года после реконструкции заработала под названием «Ореховый сад» (спа-отель), имеет новый адрес: ул. Героя России А. В. Катерничева, 10. htpps://elisaspa.ru
- «Дом Винзен» по адресу: улица Калининградская, д. 52[31] Не принимает гостей.